# Charley Chase
Charley Chase, nascido Charles Joseph Parrott (20 de outubro de 1893 — 20 de junho de 1940), foi um humorista estadunidense.